# Matériel roulant des TMEP
Liste du matériel roulant des Tramways mécaniques des environs de Paris (TMEP).

## Locomotives sans foyer
| Illustration | Modèle ou type   | Nombre | Numéros | En service | Hors service              | Remarques                                                 |
| ------------ | ---------------- | ------ | ------- | ---------- | ------------------------- | --------------------------------------------------------- |
|              | Fives-Lille 020T | 5      | 1-5     | 1896       | 1910 reprise par les TPDS | Uniquement utilisées sur la ligne Saint-Germain - Poissy. |

## Automotrices électriques
| Illustration | Modèle ou type | Description                                                  | Nombre | Numéros | En service | Hors service              | Remarques |
| ------------ | -------------- | ------------------------------------------------------------ | ------ | ------- | ---------- | ------------------------- | --------- |
|              | Type A2        | Deux essieux, puissance 2 x 25 cv, plateformes d'extrémités. | 30     | 1-30    | 1900       | 1910 reprise par les TPDS |           |
|              | Type A4        | À bogies, puissance 4 x 25 cv, plateforme centrale.          | 70     | 101-170 |            | 1910 reprise par les TPDS |           |

## Voitures
| Illustration | Modèle ou type | Description                             | Nombre | Numéros | En service | Hors service              | Remarques |
| ------------ | -------------- | --------------------------------------- | ------ | ------- | ---------- | ------------------------- | --------- |
|              | Type A4Rf      | À bogies, fermées, plateforme centrale. | 30     | 501-530 |            | 1910 reprise par les TPDS |           |
|              | Type A4Ro      | À bogies, ouvertes, plateforme centrale | 30     | 801-840 |            | 1910 reprise par les TPDS |           |
|              | Type NML       | À essieux, baladeuses ouvertes.         | 30     | 1-30    |            | 1910 reprise par les TPDS |           |